# Belomys pearsonii
La ardilla voladora de patas peludas (Belomys pearsonii) es una ardilla voladora que habita en las montañas del Himalaya oriental, el sudeste asiático y el sur de China hasta la isla de Taiwán. Vive a altitudes de entre 1500 y 2400  sobre el nivel del mar.
Su pelaje es rojo-marrón en la parte superior y blanco en la inferior. Se caracteriza por sus largos pelos en las patas, que incluso le cubren las garras para protegerla contra el frío a mayores altitudes. Su cuerpo tiene una longitud aproximada de 22 cm; la cola mide otros 13 cm.
Al estar estrechamente relacionada con la ardilla voladora de dientes complejos, algunos taxónomos colocan esta especie en el género Trogopterus.